# Блейн, Нелл
Нелл Блэр Уолден Блейн (10 июля 1922, Ричмонд, Виргиния — 14 ноября 1996, Нью-Йорк) — американская художница-пейзажистка и экспрессионистка. Родом из Ричмонда, штат Вигиния, большую часть своей карьеры она провела в Нью-Йорке и Глостере, штат Массачусетс.

## Ранняя жизнь и образование
Нелл Блейн родилась 10 июля 1922 года в Ричмонде, штат Виргиния, в семье Гарри Веллингтона Блейна и его второй жены Эудоры Кэтрин Гаррисон. В детстве она была косоглазой и болезненной. Когда ей было два года, родители поняли, что она очень близорука, и подобрали ей очки. Позже она вспоминала, как радовалась тому, что внезапно смогла увидеть окружающий мир, и бегала вокруг, восклицая «вода, дерево, дом».
Даже после рождения Нелл её отец продолжал оплакивать свою первую жену, которая умерла при родах. Он выражал свое горе в виде гнева на дочь, в форме словесного и часто физического насилия. Его вторая жена, Эудора, до рождения Нелл десять лет преподавала в школе. Когда здоровье Нелл стало слишком слабым, чтобы она могла посещать школу, Эудора Блейн в течение года занималась с девочкой дома. В возрасте пяти лет Нелл сказала матери, что хочет заниматься искусством.
Отец Блейн потерял работу инспектора по лесозаготовкам, и ему пришлось довольствоваться меньшей зарплатой во время Великой депрессии. Дед Блейн переехал к семье в уже тесное помещение. Блейн любила своего деда и вспоминала, что он любил танцевать, умел отпускать шутки и рассказывал блестящие истории. Когда она начала ходить в школу, её дразнили из-за косоглазия, но она давала физический отпор. Её описывали как бледную и недоедающую; в школе её поместили в специальный класс и посадили на строгую диету. Из-за её состояния у неё было особое время сна и больше прогулок на свежем воздухе, чем у обычного ребёнка. Косоглазие Блейн было исправлено после того, как она посетила свою тетю Нелли Сью с семьей в Балтиморе. В Больнице Джонса Хопкинса Блейн сделали несколько операций, и ей пришлось несколько месяцев носить повязки. Но в тринадцать лет у неё улучшилось зрение, она вернулась в школу и получила больше признания со стороны сверстников.
Благодаря операции навыки рисования Блейн значительно улучшились. Её кузина Рут купила ей первый набор акварельных красок, и Нелл была заинтригована их движением на бумаге. Но в подростковом возрасте её отец неоднократно болел. Он страдал от сердечной астмы и серии сердечных приступов, в результате которых он стал инвалидом и долгое время находился на кислороде. Единственным спасением для Нелл были её летние поездки в дом Нелли Сью в Балтиморе. Она навещала их, когда умер её отец.
Цветы были самой счастливой связью Н. Блейн с её детством в Ричмонде, штат Виргиния. Она вспоминала:
Мы жили в маленьком, простом доме, который мой отец построил сам в районе среднего класса, верхняя половина дома сдавалась в аренду, поэтому нам было очень тесно. Во дворе у мамы, отца и меня был сад. Мамин вкус склонялся к розам и весенним цветам, у меня были обычные цветы, такие как циннии и васильки, но славой нашего двора были георгины моего отца. Они цвели чудесными, яркими цветами, а цветки были размером с обеденную тарелку. Я помню, с какой тщательностью он сортировал луковицы и хранил их зимой в подвале
Н. Блейн училась в Ричмондской школе искусств (ныне — Университет Содружества Виргинии) у Терезы Поллак. В 1942 году Н. Блейн переехала в Нью-Йорк, чтобы учиться живописи у Ханса Хофмана. Её рекомендовал ему печатник Ворден Дэй. Во время годичного обучения в школе Ханса Хофмана она приняла свой неживописный стиль. К 1943 году она присоединилась к группе «Американские абстрактные художники» как самый молодой её член. С 1945 года Н. Блейн изучала офорт и гравюру у Стэнли Уильяма Хейтера в Ателье 17.

## Ранняя карьера
Работы Н. Блейн начинались как «жестко реалистические», но затем трансформировались в абстрактный стиль, который был вдохновлен такими художниками, как Пит Мондриан, Фернан Леже и Жан Гелион. Объединение Н. Блейн с группой американских абстрактных художников привело к тому, что она получила свою первую персональную выставку, которая состоялась в галерее Jane Street Gallery в Гринвич-Виллидж, одним из основателей которой она была. Это был самый ранний известный кооператив художников в Нью-Йорке. В первые годы работы в группе Jane Street Н. Блейн придерживалась абстрактного стиля, позже объясняя: «[К 1944 году] я так быстро развиваюсь в своих вкусах и становлюсь все более абстрактной — до точки великого очищения…», а о коллегах по группе Jane Street: «[Мы] были очень догматичны в отношении нашей программы. Сейчас, когда я вспоминаю об этом, мне немного стыдно. Но мы были настолько воодушевлены, что думали, что это и есть Евангелие, понимаете. Когда ты молод, ты очень уверен в себе». Н. Блейн и многие другие молодые художники использовали это помещение для показа и продажи своих работ, собирая средства у коллекционеров и спонсорами в Нью-Йорке и делая себе имя благодаря совместным и персональным выставкам. В это время Н. Блейн работала вместе с Идой Фишер, Джудит Ротшильд и другими художниками-абстрактными экспрессионистами в возрасте до 25 лет.
Н. Блейн недолго жила и работала в Париже около 1950 года с Ларри Риверсом, путешествовала по Европе и выставлялась с группой американских абстрактных художников во Франции, Дании и Италии. Этот опыт вдохновил ее попробовать традиционную европейскую живопись XIX века. С 1953 года она выставлялась в галерее Тибора де Наги.
В середине 1950-х годов Н. Блейн усовершенствовала свой все более живописный и красочный стиль. Она работала непосредственно с натуры или с натюрмортов, уделяя особое внимание формам и оттенкам цветов. Также в это время Блейн была заметна в престижном кругу нью-йоркских художников и поэтов, в который входили Джон Эшбери, Фрэнк О’Хара, Виллем де Кунинг, Кеннет Кох, Ли Краснер, Джейн Фрейлихер, Лиланд Белл, Луиза Маттиасдоттир, Роберт Де Ниро (старший) и Руди Буркхардт. В 1955 году она разработала оригинальный логотип, заголовки колонок и макет для еженедельной нью-йоркской газеты The Village Voice.
В 1959 году Н. Блейн провела несколько месяцев в Греции, путешествуя и рисуя, после чего заболела бульбоспинальным, или паралитическим, полиомиелитом во время посещения острова Миконос. После восьми месяцев пребывания в нью-йоркской больнице ей сообщили, что она больше никогда не будет рисовать. Хотя до конца жизни она передвигалась в инвалидном кресле, к 1960 году интенсивная физическая терапия реабилитировала ее руки. С тех пор она писала маслом левой рукой, а правой делала наброски и рисовала акварелью.

## Работы
Блейн сопротивлялась классификации своих работ, которые исследовали цвет и взаимодействие света и тени. Предметами ее творчества были в основном пейзажи реки Гудзон из окна ее квартиры, вазы с цветами, натюрморты, домашние интерьеры или ее сад в Глостере, штат Массачусетс. Однажды она сказала: «Художнику нужна свободная атмосфера. Я не занимаюсь импрессионизмом, и я отказалась от своего прежнего полного абстрактного представления. Мои картины — это картины действия. Я хочу, чтобы меня удивляло то, что я делаю. Художник должен быть своим собственным лидером, какое бы направление он ни выбрал».
К 1950-м годам работы Н. Блейн достигли значительного признания в Нью-Йорке. Художественный критик Клемент Гринберг высоко отзывался о её работах, назвав «Большое белое существо» Н. Блейн «лучшим на выставке» на ежегодной выставке Американских абстрактных художников в 1945 году. Пегги Гуггенхайм выбрала одну из её работ для второй знаковой выставки женщин-художниц «Искусство этого века: Женщины», проходившей в Art of This Century в 1945 году по рекомендации К. Гринберга. Художник-абстракционист Эд Рейнхардт отметил её работы в 1947 году. По мере продолжения практики Н. Блейн начала больше экспериментировать с абстрактным экспрессионизмом, акварелью в качестве среднего слоя и повторяющимся мотивом вида из окна в интерьере. К 1959 году, несмотря на пошатнувшееся здоровье, Н. Блейн часто путешествовала, рисуя пейзажи на Карибах, в Европе, Новой Англии и т. д.. К этому моменту она в значительной степени прошла этап абстрактного экспрессионизма и перешла к более модернистскому стилю. К середине 1970-х годов она поселилась в Глостер, штат Массачусетс.
С самого начала она рассматривала живопись как средство празднования жизни и считала свою роль оркестрантом форм и цветов. Н. Блейн передавала это чувство праздника в своих ранних абстракциях, вдохновленных джазом, недавно распустившимися лепестками георгинов или подушковидных цинний, которые свидетельствуют об изобилии маленьких чудес обыденности. Работы Н. Блейн часто выражают чувство изоляции. Хотя Глостер, очевидно, был гораздо более уединенным местом, чем Нью-Йорк, эта тема прослеживается и в её ранних работах. Во многом её затворнический, индивидуальный стиль можно объяснить интимной связью между художником и природой, с которой она была глубоко созвучна, живя в сельской местности Массачусетса. Известно, что Н. Блейн писала в уединении, часто поздно ночью, когда она могла насладиться тихой обстановкой, которую предпочитала.

## Личная жизнь
В 1943 году Блейн вышла замуж за Боба Басса, валторниста, который познакомил её с хорошими друзьями — художниками Ларри Риверсом и Джейн Фрейлихер. Н. Блейн и Басс развелись в 1949 году. Многие годы она жила в большой квартире и студии в здании по адресу 210 Riverside Drive со своей спутницей жизни, художницей Кэролин Харрис. Она также имела летний дом в Глостере.
Обширный некролог о Нелл Блейн появился в газете The New York Times 15 ноября 1996 года.

## Признание
Работы Н. Блейн находятся в постоянных коллекциях Метрополитен-музея, Музея американского искусства Уитни, Бруклинского музея, Национальной академии дизайна, Музея и сада скульптур Хиршхорна, Национальном музее женского искусства, Художественного музея Роуз, Музея изобразительных искусств Виргинии, Музея искусств Мускарелль и Музея современного искусства в Лос-Анджелесе.
Художница, уроженка Виргинии, получала стипендии на развитие визуальных искусств от Музея изобразительных искусств Виргинии в 1943 и 1946 годах, которые помогли ей пройти обучение в Нью-Йорке у Гофмана и Хейтера, соответственно.
Журнал Life в номере от 13 мая 1957 года назвал Н. Блейн одной из пяти молодых американских «женщин-художниц, находящихся на подъеме».
В 1973 году Музей изящных искусств штата Виргиния почтил память Н. Блейн персональной выставкой, на которой было представлено более десяти лет её творчества.
В 1980 году Н. Блейн была избрана ассоциированным членом Национальной академии дизайна, а в 1982 году стала её действительным членом. Её бумаги хранятся в Гарвардском университете.
В 1986 году Нелл Блейн получила награду за жизненные достижения от Женского совета по искусству.
В 1996 году, в год своей смерти, Нелл Блейн получила премию Лесли Чик за выдающиеся достижения в искусстве от Колледжа Вильгельма и Марии, одновременно с ретроспективой её работ в Музее искусств Мускарелль.